# Ascla

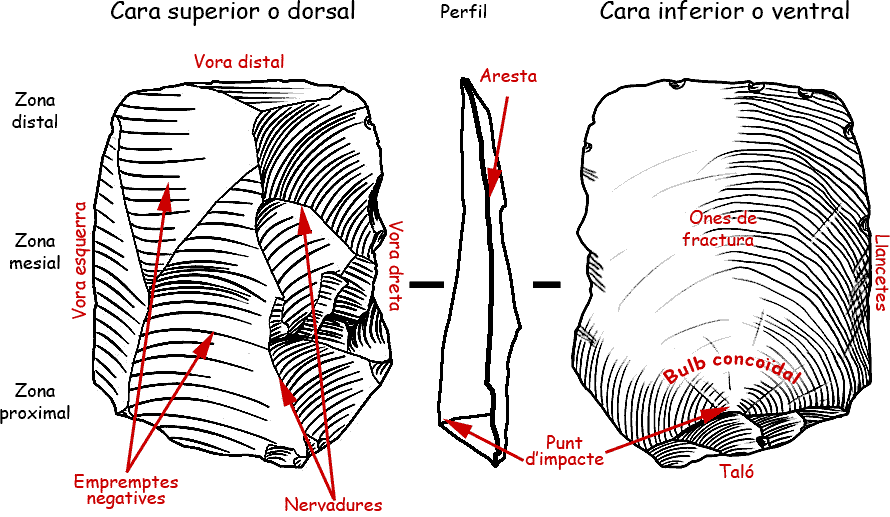
Elements fonamentals d'una ascla: Dreta superfície dorsal amb les empremtes negatives, esquerra superfície ventral amb el bulb de la percussió, al mig perfil amb la part ventral a l'esquerra

Una ascla és un tros de pedra tallada obtinguda a partir d'un nucli lític. L'ascla un cop retocada passa a formar part de nombrosos estris per a separar la carn i la pell dels animals, eren molt útils per posar la carn al foc en trossos més petits, ganivets de dors retocat, ascles triangulars, etc. Una ascla, en sentit ampli, és qualsevol producte de la talla intencional per l'ésser humà d'una roca, que es desprèn de la massa pètria (que, en sentit general anomenem nucli, però que pot ser un bloc de pedra, una pedra o un estri en procés), i que pren forma de resquill tallant. La talla pot realitzar colpejant directament amb un percutor (de pedra, de banya, de fusta o, fins i tot, de metall), o colpejant indirectament amb un cisell (que, també pot ser d'asta o de metall), o en sotmetre la peça -nucli a una forta pressió amb una pua o compressor. Les ascles tenen formes i mides molt diversos, des dels microscòpics, fins als que superen els 30 centímetres, però, en general, comparteixen una sèrie de caràcters comuns que permeten reconèixer-les com a tals.

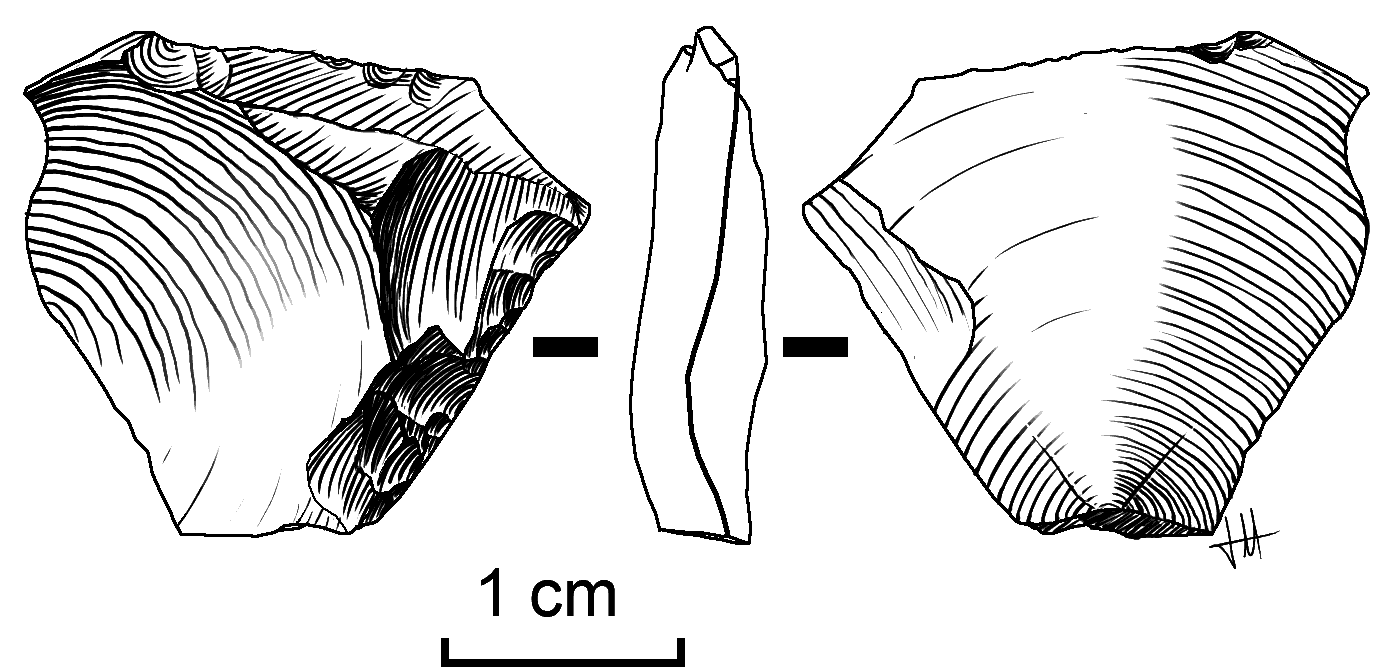

D'altra banda, les ascles poden ser un objectiu buscat pel tallista o, per contra la deixalla resultant de fabricar una peça nuclear (per exemple, un bifaç). Així mateix, les ascles poden ser útils per se, sense cap modificació, en brut (doncs tenen, generalment, un tall natural molt agut i efectiu), o poden rebre una transformació fins a esdevenir un estri concret (una rascadora o un raspador, per exemple), llavors es parla del retoc de les ascles. És a dir, sovint, les ascles són suports per fabricar una enorme varietat d'estris.

## Fabricació

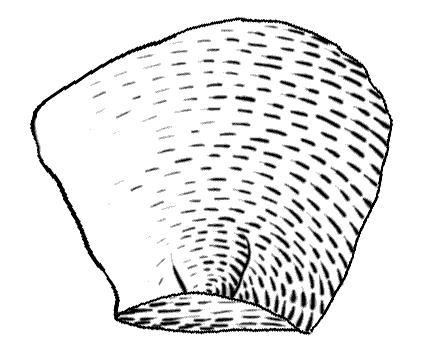

Arran de les investigacions se sap que els tallistes prehistòrics (o els que tallen a la manera prehistòrica encara que sigui en períodes subactuals, per exemple els trillers) trien, com a matèria primera, roques dures criptocristal·lines de trencament concoidal. Això és, roques amb una estructura amorfa, però homogènia en la qual, durant la talla, es produeixen ones vibratòries que es transmeten de la mateixa manera en totes direccions (el vidre domèstic seria un bon exemple, si té el gruix adequat, per veure les característiques de la fractura concoidal). La talla origina diferents tipus d'ones, entre les que ens interessen, per ser més forts, les longitudinals: és a dir, l'ona de xoc i l'ona de fractura (la primera és més ràpida que la segona). Aquestes ones solen seguir una pauta molt comuna, deixant, en propagar, unes marques característiques a la zona d'esquinçament, per exemple la que dona nom al tipus de fractura, el concoide, o els vores: les arestes extremadament afilades de la pròpia ascla, que són la raó que aquestes hagin estat fabricades des de la Prehistòria més remota.

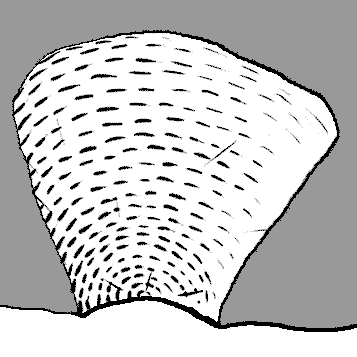
Negatiu asclat

El «concoide» és la part més notòria de la cara inferior (o ventral) de l'ascla, és a dir, la superfície al llarg de la qual es produeix la fractura que separa l'ascla del nucli. Vegem la seva descripció. El «punt d'impacte» que, en realitat, és una petita superfície, quasi circular, o el·líptica en què el percutor entra en contacte amb la roca, és l'origen des del qual es desenvolupa un tronc de con (que els especialistes anomenen «amb de percussió»), que es va axatant fins a adquirir una forma semblant a la petxina d'un mol·lusc bivalve, d'aquí el nom de concoide. Després, la corba de la cara inferior se suavitza fins a gairebé desaparèixer. Per contra, en el nucli queda l'empremta de l'ascla, l'anomenat negatiu d'asclat (o, simplement, asclat), que té la mateixa morfologia però inversa: un contraconcoide més o menys pronunciat i, a continuació, una superfície subtilment còncava.
Atès que les roques rarament manquen d'impureses o fissures, l'ona de fractura sol patir alteracions que, lluny de ser un inconvenient, permeten estudiar millor la talla a la manera prehistòrica. Així, apareixen diversos senyals molt útils en l'estudi dels artefactes prehistòrics tallats. En línies generals els elements més comuns són:
- Les ones de fractura: són interferències que afecten el trencament de la roca, fent oscil·lar el front de fissuració, formant anells o ones, semblants a les que fa una pedra en caure a l'aigua (només que no solen ser circulars, sinó parabòliques, i, a més, concèntriques, és a dir, homofocals). Aquestes ondulacions solen indicar l'origen de cop amb què va ser extreta l'ascla, en el cas que no es conservi el concoide o el punt d'impacte. Pel que són molt útils.
- Les llancetes radials són, en canvi, estigmes cònics provocats per petites impureses. A partir de les mateixes sorgeixen, com rajos lluminosos, o, millor, com a zones d'ombra molt allargada, unes marques lineals que assenyalen el lloc d'on ve l'ona de xoc i cap a on s'expandeix. Les llancetes són particularment abundants als costats del con de percussió (marcant molt bé el punt d'impacte), i en les vores afilades de l'ascla (de manera que podem reconèixer si aquesta té les arestes millor o pitjor conservades).
- "Microlascats trapezoïdals": quan l'ona de fractura arriba al límit de la roca, solen saltar esquills microscòpics successives (microlascas), que deixen la seva marca en el nucli (en forma de trapezis encadenats), en el nervi del negatiu de l'asclat. En una peça tallada (no solament un nucli), amb diversos negatius, els microlascats, juntament amb les llancetes, indiquen quin dels asclats és anterior i quin és posterior. Això és essencial per reconstruir els gestos de l'artesà que va tallar la peça.
- "El resquill paràsita": justament en el concoide, no sempre, però sovint, apareix una petita lasquita adherida o, si aquesta ha saltat, el seu negatiu. No hi ha una explicació clara per aquest fenomen, però, pel que sembla, podria ser el resultat del reflex de l'ona de xoc que forma una ona de fractura secundària.

## Anatomia d'una ascla
Es considera que una ascla completa té tres cares:
- La cara inferior o ventral, que és la superfície d'esquinçament de l'ascla en desprendre del nucli i que, com hem dit, conserva el punt d'impacte, el concoide i els altres elements relacionats, dels quals ja hem parlat. Únicament afegir que la cara inferior pot orientar els experts en la talla de la pedra sobre el mètode amb el qual es va extreure l'ascla i el tipus de percutor o eina emprada per a aquesta tasca.
- La cara superior o dorsal, que és la porció de cara d'esclat del nucli que s'extreu amb l'ascla. Aquesta part, lògicament, es porta amb si restes de la superfície visible del suport original, és a dir restes de l'escorça natural de la matèria primera (representada mitjançant d'un fi i dispers puntejat en els dibuixos) o, negatius d'ascles extretes prèviament. Aquestes empremtes, negatius d'asclat incomplets, informen de certes característiques del nucli, i se separen entre si pels anomenats nervis.
- El taló, que normalment es representa a la part baixa del dibuix,[7]És el tros de nucli que va entrar en contacte amb el percutor, desprenent-juntament amb l'ascla.[8] El taló, entre altres coses, aporta informació sobre si hi va haver o no preparació prèvia de la zona del nucli que anava a rebre l'impacte, per això, es distingeixen diferents tipus:
  - Taló cortical: format per l'escorça natural de la roca que compon el nucli.
  - Taló llis: format per un negatiu d'asclat (incomplet, ja que la major part del mateix quedarà en el nucli).
  - Taló diedre: format per dos negatius d'asclat previs.
  - Taló facetat: format per tres o més negatius d'asclat. Un taló facetat indica que el nucli ha rebut una preparació especial, mitjançant de nombrosos cops previs, que donen forma a la plataforma de percussió en el nucli. És a dir, un taló facetat indica major sofisticació que la resta dels tipus de taló.
  - Taló lineal: és el que està format per una superfície tan estreta i allargada que s'assembla a una aresta tallant.
  - Taló puntiforme: el que està format únicament pel punt d'impacte, sent amb prou feines visible.

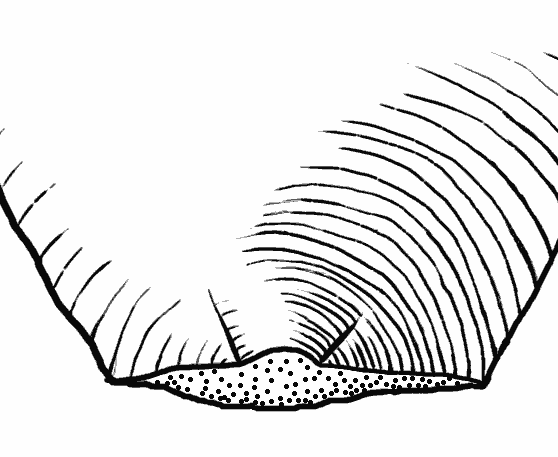
Taló cortical
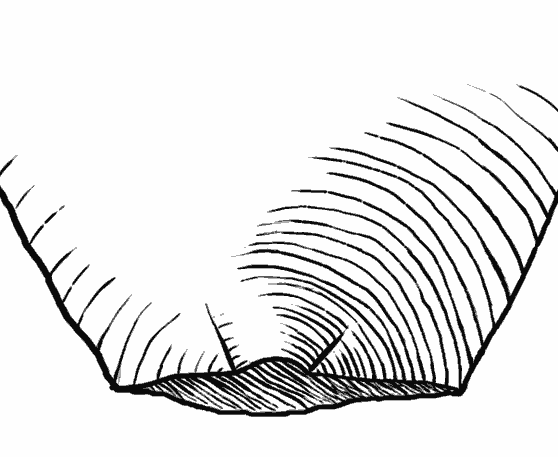
Taló llis
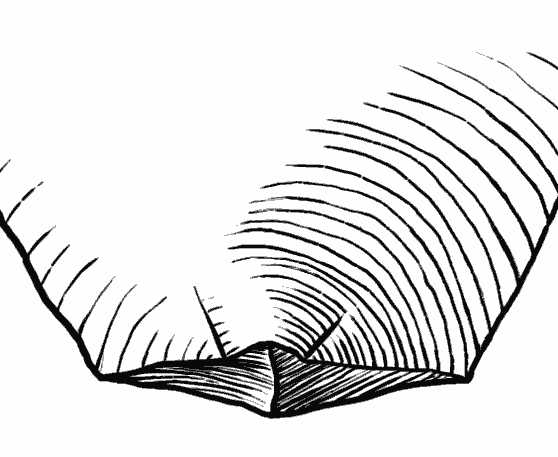
Taló diedre

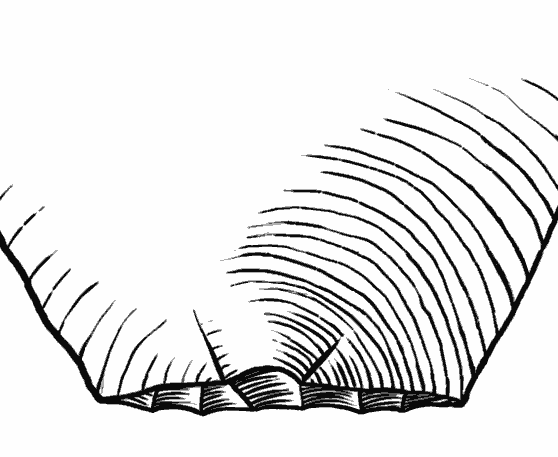
Taló facetat
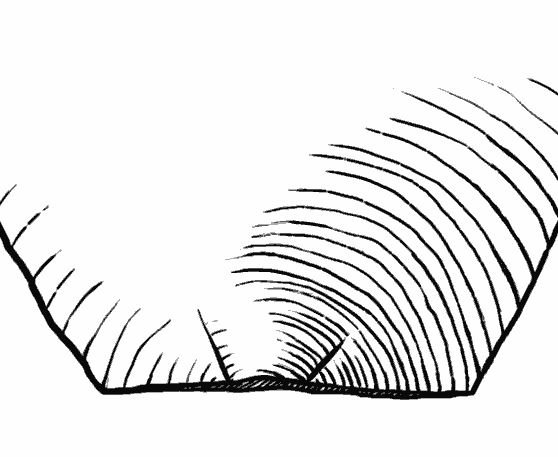
Taló lineal
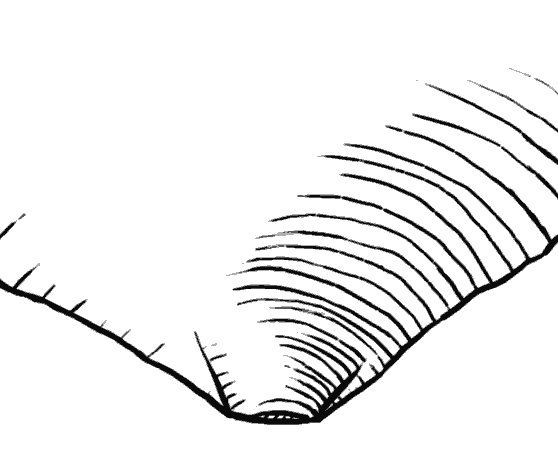
Taló puntiforme

Hi ha més tipus de taló, però aquests són els fonamentals.

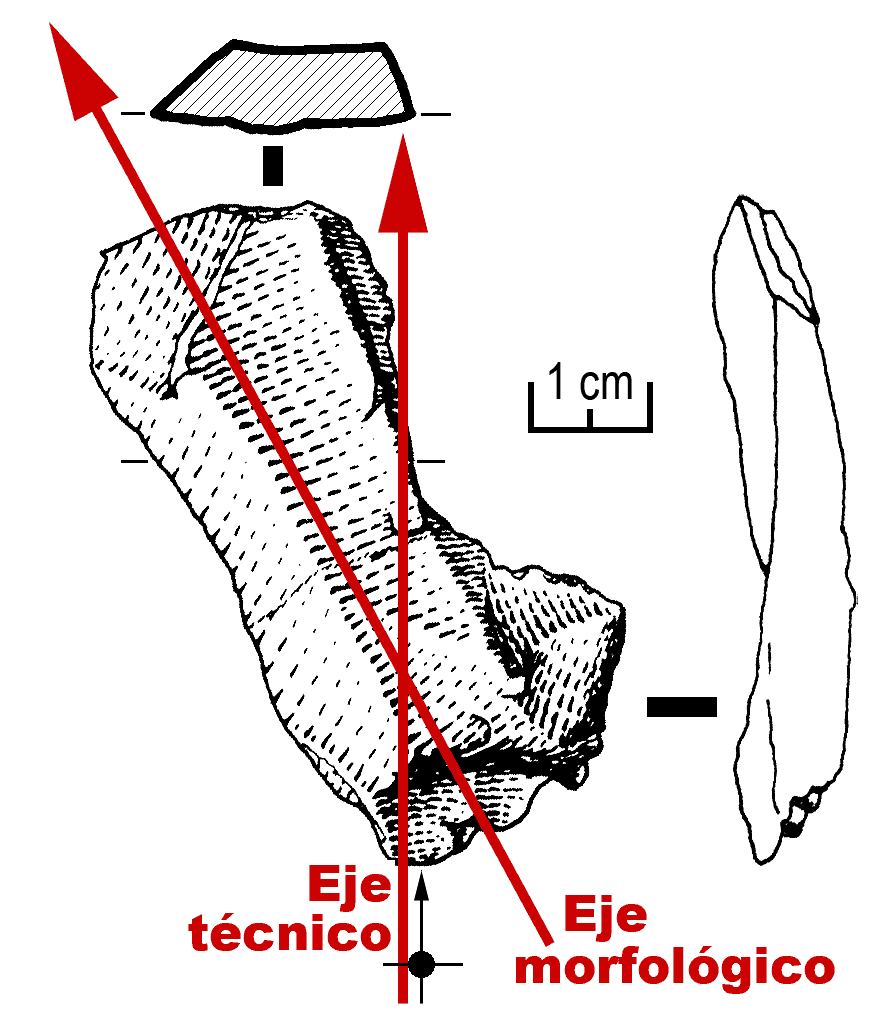

La posició de la peça a dibuixar, o a analitzar, varia segons els diferents autors o segons la descripció del tipus d'útil, depenent de la presència o no de retoc, tant com del tipus de suport, alternant, de vegades, entre els dos. Per a una ascla sense retocar el punt d'impacte i la direcció de percussió (en ser extreta les ascles) s'utilitzen com a guia per orientar-la en el seu estudi, de manera que es col·loca, convencionalment, amb aquest punt d'impacte cap avall i veient la seva cara superior o dorsal. D'aquesta manera, la part del taló i les seves proximitats, que hauria de quedar cap avall en els dibuixos, es denomina ' «zona proximal» ', i l'extrem oposat, que quedaria cap amunt, rep el nom de ' «zona distal» ', sent la ' «zona mesial» ' la que queda enmig de les anteriors. No obstant això, per facilitar la interpretació i la comprensió d'un útil plasmat en un dibuix, és necessari adoptar un cert nombre de símbols, i definir-los clarament, ja que, fins ara aquests no són d'aplicació universal. L'eix que domina l'orientació, i que coincideix amb la direcció de percussió l'asclat, es diu ' «eix tècnic» '. Aquesta orientació convencional de l'ascla ens indica, a més, com és el «vora dreta» i quin és el «vora esquerra», una denominació que no canviarà encara que estudiem l'ascla des d'altres punts de vista.

## Classes d'ascles
Hem definit les ascles sensu batego com un producte qualsevol de la talla, però, en les seves investigacions, els especialistes (tipòlegs lítics) discriminen diferents classes d'ascles segons els factors tinguts en compte en analitzar-les. Per exemple, si ara enunciéssim les variants regionals, cronològiques o culturals, la llista seria interminable, per això són més accessibles els punts de vistes més universals:
Des del punt de vista de la morfologia lítica tenim les "ascles" sensu stricto (incloem aquí certs tipus d'ascles triangulars que, de vegades, es denominen, puntes), les fulles (o làmines) i les fulletes (o laminitas). L'opció més clàssica sigui, potser, la de François Bordes, que separa les ascles de les fulles mitjançant de la proporció longitud/amplada: si la longitud de la peça, mesurada segons el seu eix tècnic, és el doble o superior a la seva amplada, es tracta d'un full. Aquesta mateixa definició és acceptada per una gran part de tipòlegs (entre ells Brézillon, l'equip de jacques tixier i altres ...). leroi gourhan, potser a causa del seu major inclinació per la cultura magdaleniana, és més exigent, proposant els següents "mòduls de talla» per les ascles (simplificat):
- ascles molt amples: aquelles en què l'amplada supera la longitud
- ascles comuns: la que tenen la longitud lleugerament superior a la seva amplada, aproximadament un terç
- ascles laminars: les que tenen la longitud el doble que l'amplada
- Fulles: les que tenen una longitud com a mínim el triple que l'amplada

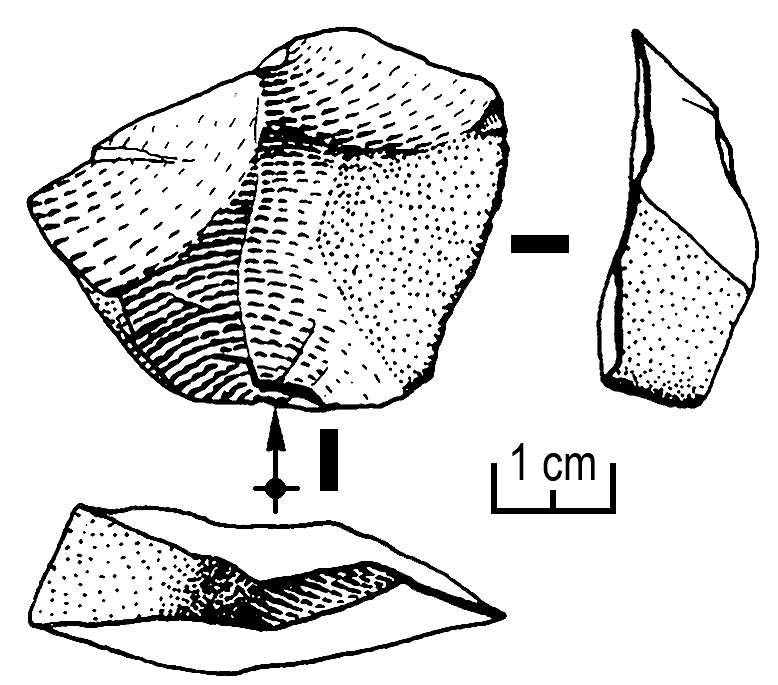
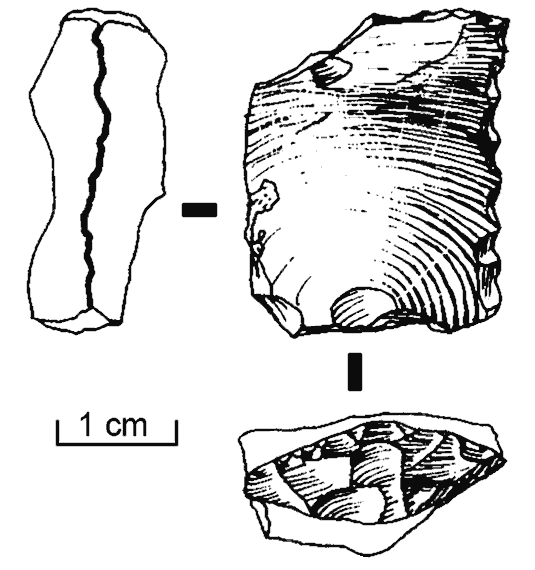
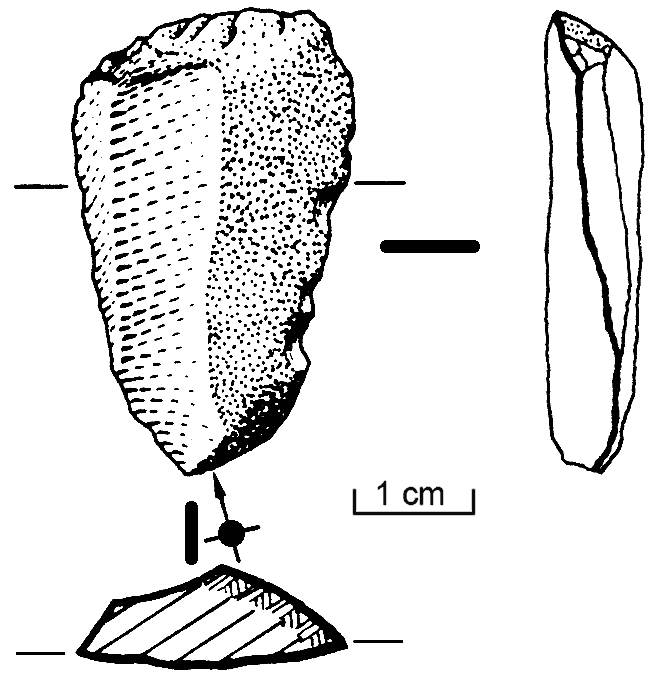
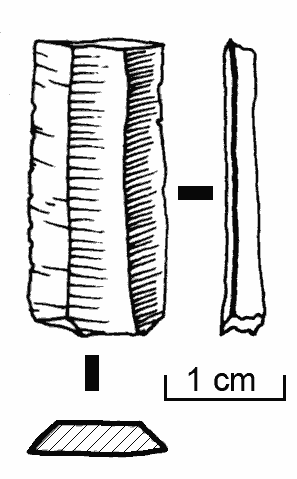

- ascla molt ampla (taló mixt)
- ascla comú (taló facetat)
- ascla laminar (taló cortical)
- Full (no conserva el taló)

A part, distingeix les mides: prenent un gran nombre de productes de talla de tots els continents considera que qualsevol que superi els 15 centímetres és ja molt gran, els 8 centímetres són la mida mitjana (per ascles i fulles), sent les lasquitas i les fulletes inferiors a 2 o 3 centímetres en la seva mesura major.
Des del punt de vista de la tecnologia lítica se separen les ascles denominades vulgars (aquelles de les quals es desconeix la seva posició en la cadena operativa però que poden ser utensilis funcionals), les «ascles característiques» (les que sí que tenen un lloc conegut dins de la cadena operativa) i les deixalles i accidents de talla, alguns són també «deixalles característiques», pel que han estat acuradament classificats. A més, estarien els materials residuals de la talla sense més, comunament, ascles excessivament petites, esquirles o trossos i estelles sense forma concreta (per als que, de vegades, s'empra el gal·licisme «débris»). No obstant, cal aclarir que qualsevol ascla ordinària és un útil potencial.
Com hem dit, les anomenades ascles vulgars són aquelles la situació a la cadena operativa es desconeix, són les més comunes però, fins i tot entre elles, poden distingir varietats (per exemple per grandària, com ja s'ha comentat), o per la quantitat i localització d'escorça natural de la roca suport («còrtex»), destacant les ascles amb una característica forma de grilló de cítric, amb còrtex en un lateral, més o menys perpendicular al pla d'aixafament de l'ascla (com si tingués 1/4 cara, a part de la dorsal, la ventral i el taló, cara que, sovint es diu «dors natural»).
Les ascles característiques, en canvi, tenen una posició coneguda dins de la cadena operativa gràcies a les cicatrius especials que tenen (una ascla que resulta de l'extracció d'un nucli, una ascla que resulta de la talla d'un bifaç, o una ascla de retoc, etc.), però, com hi ha infinitat de cadenes operatives segons les coordenades culturals o geogràfiques o cronològiques, la seva enumeració resulta inabastable. En línies generals podem distingir tres grans grups:
- Les deixalles característiques, que apareixen en fabricar un artefacte amb determinades tècniques. L'ascla característica més universal és l'ascla cortical (que té escorça en la seva cara superior i al taló, amb el qual, de fet, es confon), és la primera ascla extreta en una cadena operativa qualsevol, perquè totes comencen per extreure una primera ascla, sovint, per distingir-les, s'empra el gal·licisme «entames» (els anglesos, sovint empren l'expressió opening flake que resulta tremendament descriptiva). Una altra ascla característica, és la «seudopunta seudolevallois», una ascla que aparentment és Levallois, però que, en realitat, és una ascla comuna, solament que resulta d'aquelles cadenes operatives amb talla centrípeta i bifacial, per exemple d'un nucli o d'un útil nuclear. També són típiques les ascles Kombewa fortuïtes (no obtingudes intencionadament); aquestes resulten d'elaborar útils sobre ascles amb retoc invers a la zona proximal del suport. Una altra ascla típica d'un determinat tipus de retoc és la «ascla clactoniana». Més deixalles característiques són les ascles de revivat de peces bifacials (bifaços) mitjançant de cops de «tranchet», igualment els encenalls de burí, els microburils i els àpexs trièdrics (ambdós residus propis d'usar l'anomenada tècnica del microburil). I, en els nuclis per a fulles i fulletes, les anomenades «fulles de cresta» (resta de la preparació prèvia a l'obtenció de les mateixes fulles) i les tauletes de revifat de la plataforma de percussió. Hi ha més però aquestes serveixen de mostra.

- Un altre accident de talla, el 'seudoburil de Siret', un trencament fortuït d'una ascla

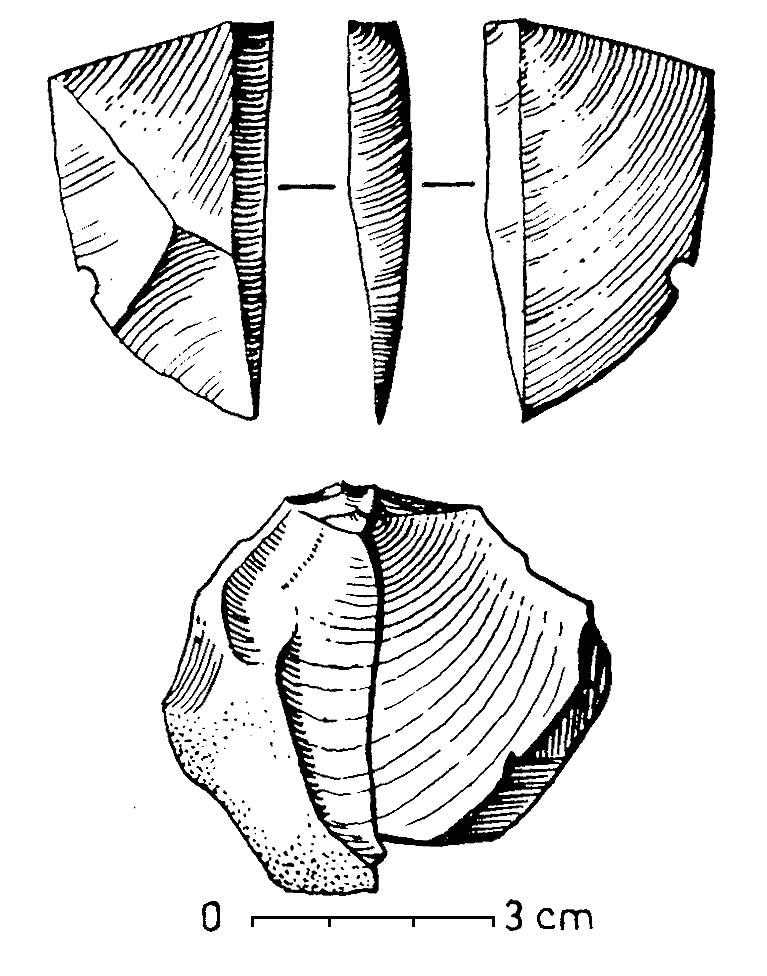

- ' Els accidents de talla '. Gràcies als experiments de talla és possible reconèixer ascles característiques de determinats fets fortuïts, per exemple, les ascles o fulles reflectides (en les quals l'ona de fractura no arriba al final, sinó que canvia bruscament de direcció, cap a la superfície del nucli, resultant ascles massa curtes i amb l'extremitat roma), les ascles o fulles sobrepassades (és l'efecte contrari, l'ona de fractura va cap a l'interior del nucli, resultant ascles sense tall, ja que es porten tota la superfície d'asclat); ascles o fulles trencades en extreure (l'ona de fractura es divideix en nombroses ones, fent trossets el producte desitjat), els «seudoburiles de Siret»[15] són ascles partides per la meitat, a través del seu eix tècnic, a causa d'una ona de fractura ortogonal a l'ona normal d'asclat, sortint així 2/2 ascles gairebé iguals.
- Els productes finals, considerats útils per se quan la seva forma ha estat predeterminada per mètodes específics d'asclat. Els més importants són les ascles Levallois i Kombewa, les puntes Levallois, les fulles i les hojitas, així com totes les seves variants regionals o cronològiques.

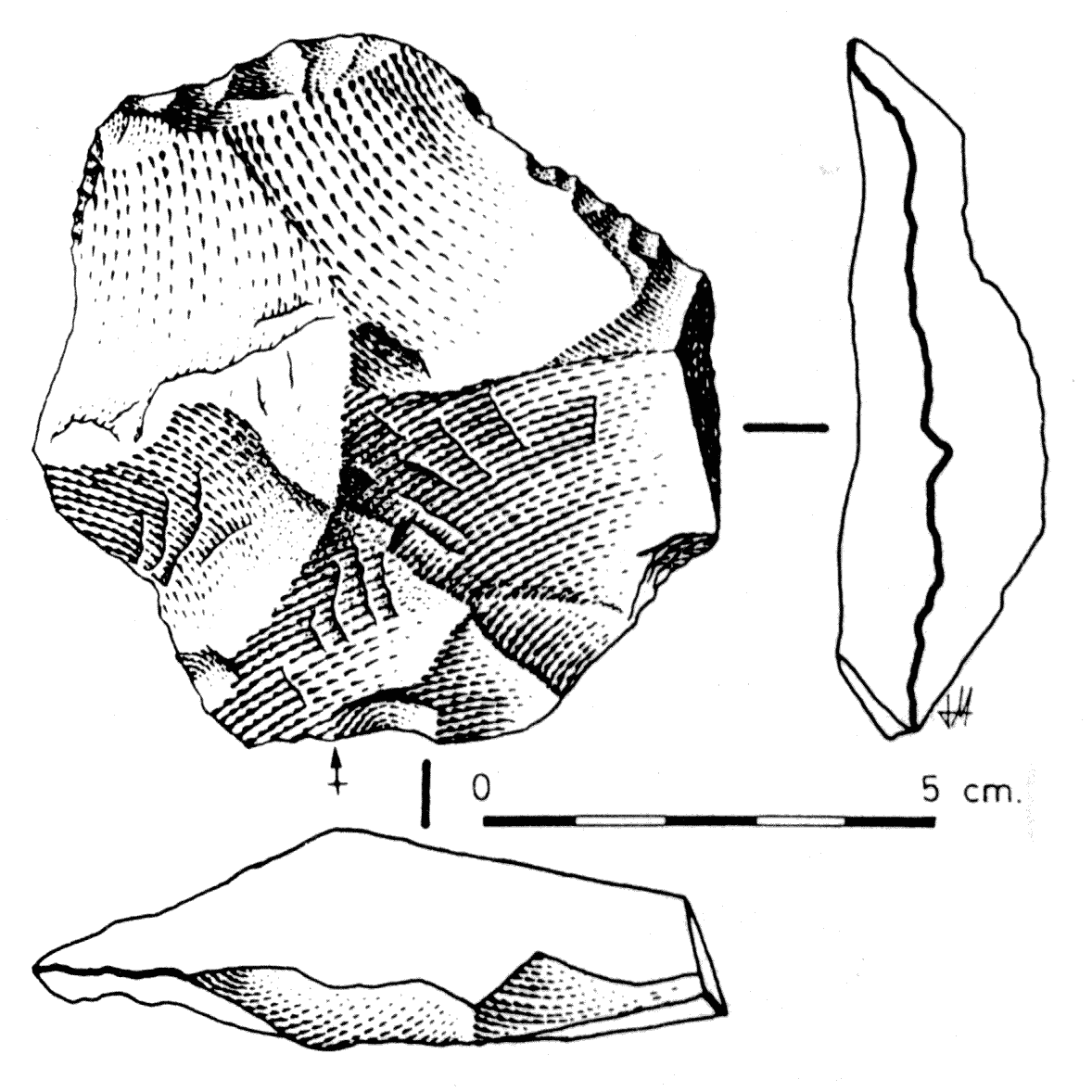
ascla Levallois
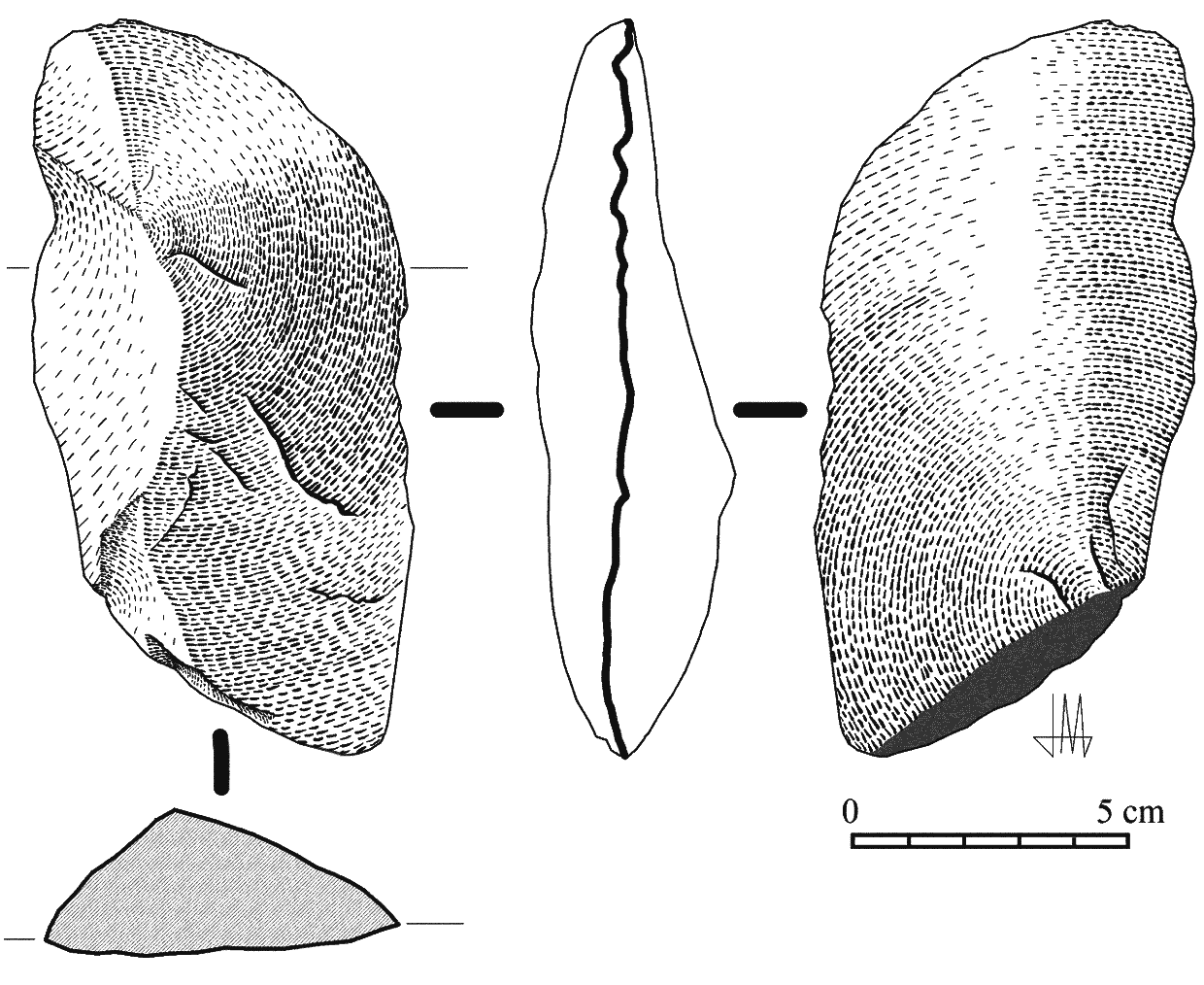
ascla Kombewa
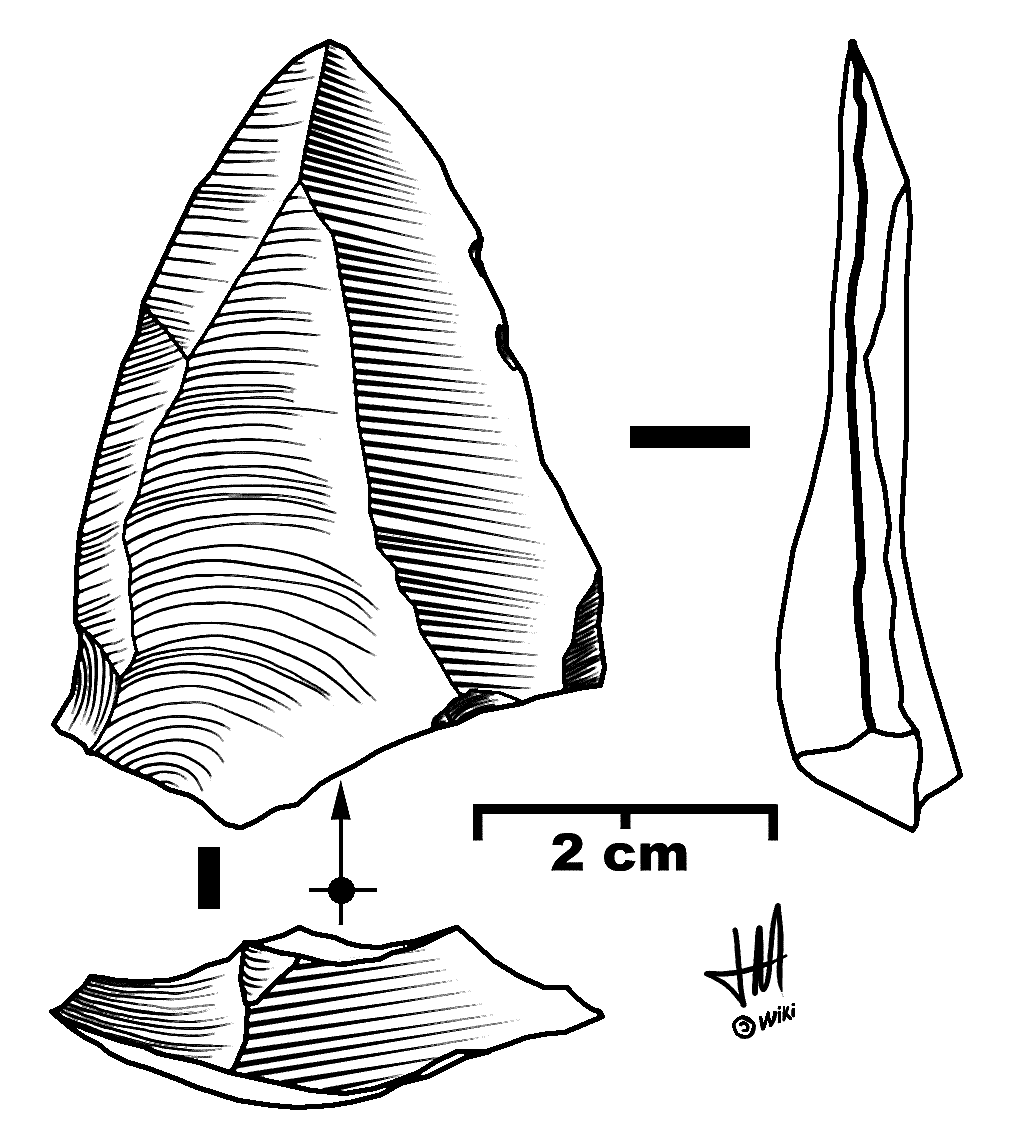
Punta Levallois

## Útils sobre ascla
La versatilitat de les ascles (en sentit ampli), i la capacitat dels artesans prehistòrics per donar-los la forma i la mida, requerit fan que aquestes serveixin de suport a pràcticament qualsevol tipus d'útil de pedra tallada. Des dels més antics artefactes com els cants tallats (la definició sembla entrar en contradicció amb el fet que alguns d'ells es van elaborar sobres ascla), fins als espectaculars ganivets de les grans civilitzacions antigues (asteques, egipcis, megalítics europeus ..., tots tenen aquesta característica comuna), passant pels bifaços acheulianes, les rascadores mosterianes, les puntes del Paleolític Superior i de la cultura Clovis, els Micròlits epipaleolítics, les dents de falç neolítics, les puntes de sageta calcolítiques, i un llarg etcètera, fins a arribar als pedrenyals de fusell o les xineses de trill.

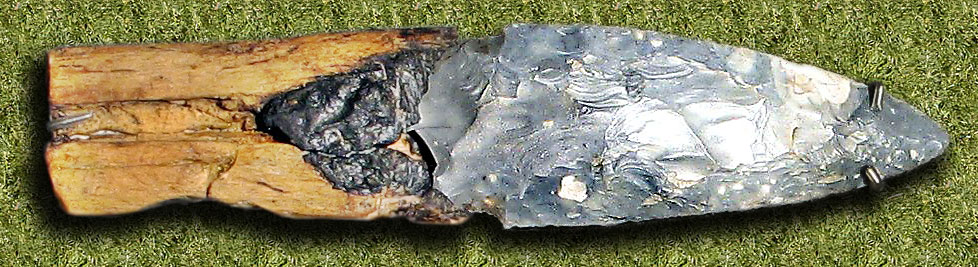
Ganivet tallat sobre un full de sílex procedent d'un assentament alemany del tercer mil·lenni abans de Crist

## Cadena operativa per obtenir ascles
El primer pas era que els habitants del Paleolític aconseguissin un material de pedra adequat anomenat nòdul que normalment era de quarsita o sílex i més rarament d'obsidiana o altres materials. El segon pas era colpejar-lo directament per percussió, amb una altra pedra, o indirectament fent pressió mitjançant un material més tou com la fusta o l'os. En tots dos casos l'energia aplicada es propagava a través de la pedra i aquesta es fracturava d'una manera previsible i així s'obtenien trossos fins com les ascles o les làmines. El nucli de pedra quedava marcat amb unes empremtes en negatiu de les ascles obtingudes. Finalment les ascles se sotmetien a un retoc mecànic per acabar donant-li les característiques definitives. Excepcionalment s'utilitzaven ascles sense retocar per exemple com a ganivets de dors natural.